# Сен-Дидье-де-Бизон
Сен-Дидье-де-Бизонн (фр. Saint-Didier-de-Bizonnes) — коммуна во Франции, находится в регионе Рона — Альпы. Департамент коммуны — Изер. Входит в состав кантона Гран-Лем. Округ коммуны — Ла-Тур-дю-Пен.
Код INSEE коммуны — 38380. Население коммуны на 1999 год составляло 208 человек. Населённый пункт находится на высоте от 514  до 647  метров над уровнем моря. Муниципалитет расположен на расстоянии около 440 км юго-восточнее Парижа, 55 км юго-восточнее Лиона, 45 км северо-западнее Гренобля. Мэр коммуны — M. Jean-Pierre Bouzard, мандат действует на протяжении 2001—2008 гг.
Динамика населения (INSEE):